# Beuzevillette
Cet article possède un paronyme, voir Beuzeville.
Beuzevillette est une commune française située dans le département de la Seine-Maritime en région Normandie.

## Géographie
| Lanquetot | Lanquetot     | Bolleville |
| Lanquetot | Beuzevillette | Trouville  |
| Lanquetot | Lintot        |            |

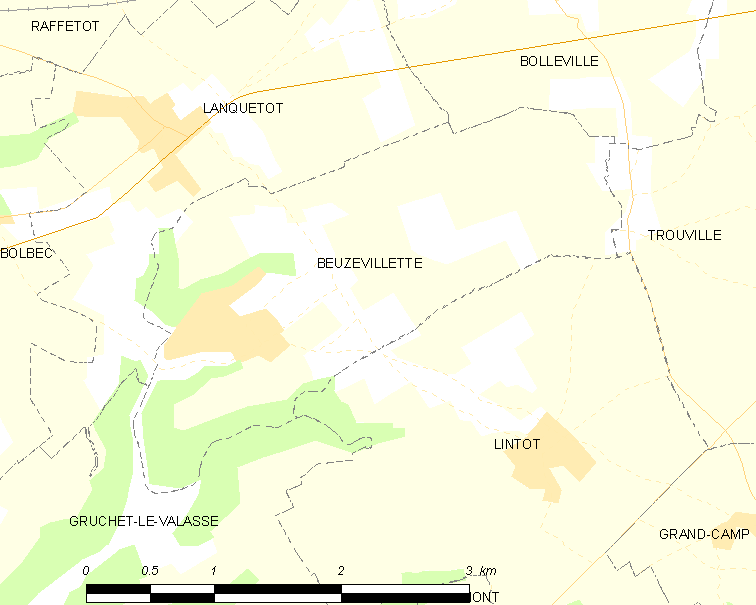
Carte de la commune.

La commune de Beuzevillette est située dans la région naturelle du pays de caux.
Elle s’étire du nord est au sud ouest. Elle a comme voisines les communes de Bolleville au nord, Lanquetot à l’ouest, Gruchet-le-Valasse au sud, Lintot au sud est et Trouville-Alliquerville à l’est.
La commune s’étend de l’altitude de 56 mètres à l’altitude de 154 mètres, elle n’est traversée par aucun cours d’eau.
La météorologie sur la commune correspond au climat de la Seine-Maritime.
Le risque sismique de tout le département de la Seine Maritime est de type 1: très faible.

### Hydrographie
La commune est située dans le bassin Seine-Normandie. Elle n'est drainée par aucun cours d'eau,.

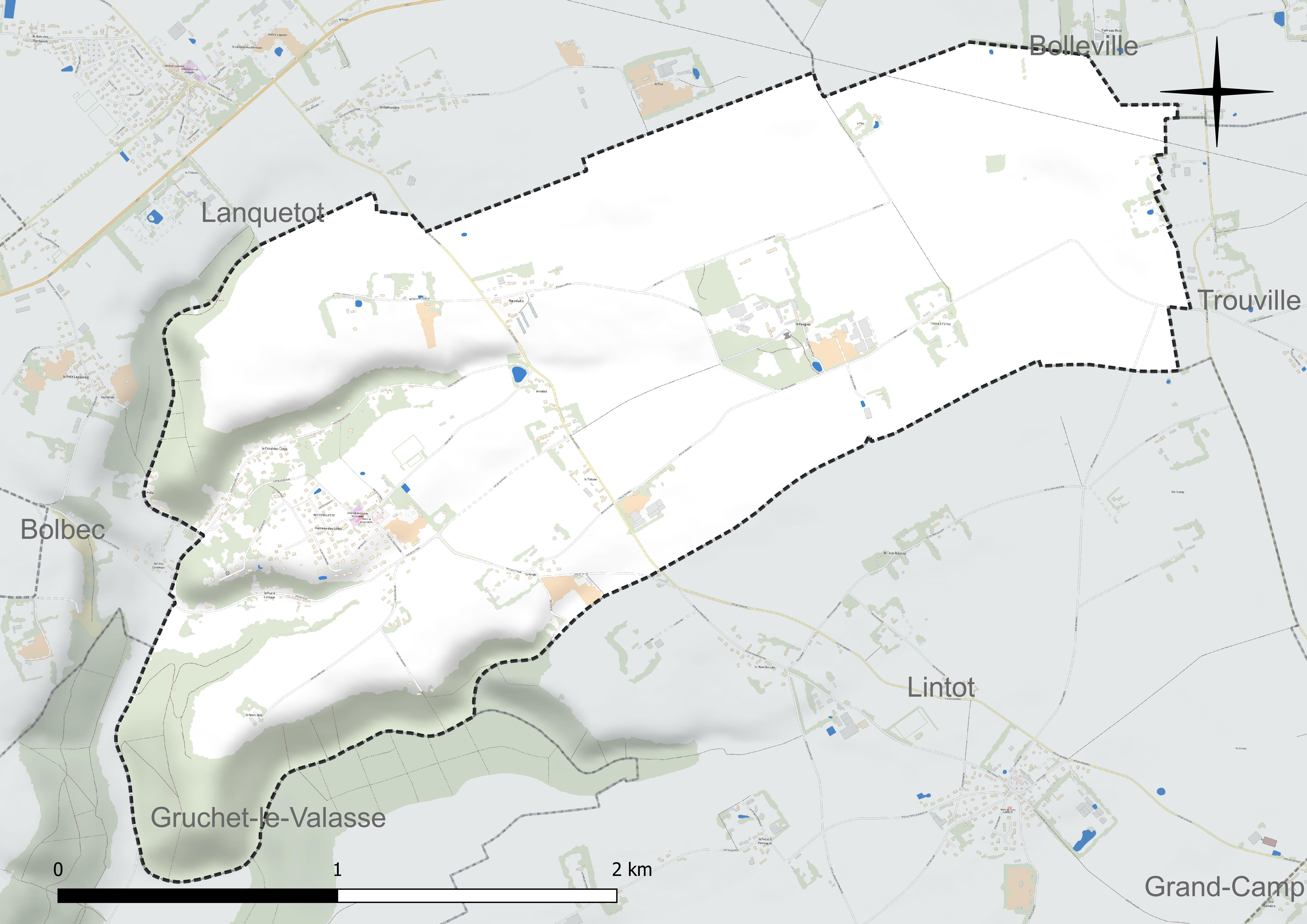
Réseau hydrographique de Beuzevillette.

### Climat
Pour des articles plus généraux, voir Climat de la Normandie et Climat de la Seine-Maritime.
En 2010, le climat de la commune est de type climat océanique altéré, selon une étude du CNRS s'appuyant sur une série de données couvrant la période 1971-2000. En 2020, Météo-France publie une typologie des climats de la France métropolitaine dans laquelle la commune est exposée à un climat océanique et est dans la région climatique Côtes de la Manche orientale, caractérisée par un faible ensoleillement (1 550 h/an) ; forte humidité de l’air (plus de 20 h/jour avec humidité relative > 80 % en hiver), vents forts fréquents. Parallèlement le GIEC normand, un groupe régional d’experts sur le climat, différencie quant à lui, dans une étude de 2020, trois grands types de climats pour la région Normandie, nuancés à une échelle plus fine par les facteurs géographiques locaux. La commune est, selon ce zonage, exposée à un « climat maritime », correspondant au Pays de Caux, frais, humide et pluvieux, légèrement plus frais que dans le Cotentin.
Pour la période 1971-2000, la température annuelle moyenne est de 10,3 °C, avec une amplitude thermique annuelle de 13,6 °C. Le cumul annuel moyen de précipitations est de 948 mm, avec 13 jours de précipitations en janvier et 8,5 jours en juillet. Pour la période 1991-2020, la température moyenne annuelle observée sur la station météorologique la plus proche, située sur la commune de Petiville à 13 km à vol d'oiseau, est de 12,0 °C et le cumul annuel moyen de précipitations est de 844,9 mm,. Pour l'avenir, les paramètres climatiques de la commune estimés pour 2050 selon différents scénarios d’émission de gaz à effet de serre sont consultables sur un site dédié publié par Météo-France en novembre 2022.

## Urbanisme

### Typologie
Au 1er janvier 2024, Beuzevillette est catégorisée commune rurale à habitat dispersé, selon la nouvelle grille communale de densité à sept niveaux définie par l'Insee en 2022.
Elle est située hors unité urbaine. Par ailleurs la commune fait partie de l'aire d'attraction du Havre, dont elle est une commune de la couronne,. Cette aire, qui regroupe 116 communes, est catégorisée dans les aires de 200 000 à moins de 700 000 habitants,.

### Occupation des sols
L'occupation des sols de la commune, telle qu'elle ressort de la base de données européenne d’occupation biophysique des sols Corine Land Cover (CLC), est marquée par l'importance des territoires agricoles (80,2 % en 2018), en diminution par rapport à 1990 (83,6 %). La répartition détaillée en 2018 est la suivante : 
terres arables (55,2 %), prairies (19 %), forêts (13,3 %), zones urbanisées (6,5 %), zones agricoles hétérogènes (6 %). L'évolution de l’occupation des sols de la commune et de ses infrastructures peut être observée sur les différentes représentations cartographiques du territoire : la carte de Cassini (XVIIIe siècle), la carte d'état-major (1820-1866) et les cartes ou photos aériennes de l'IGN pour la période actuelle (1950 à aujourd'hui).

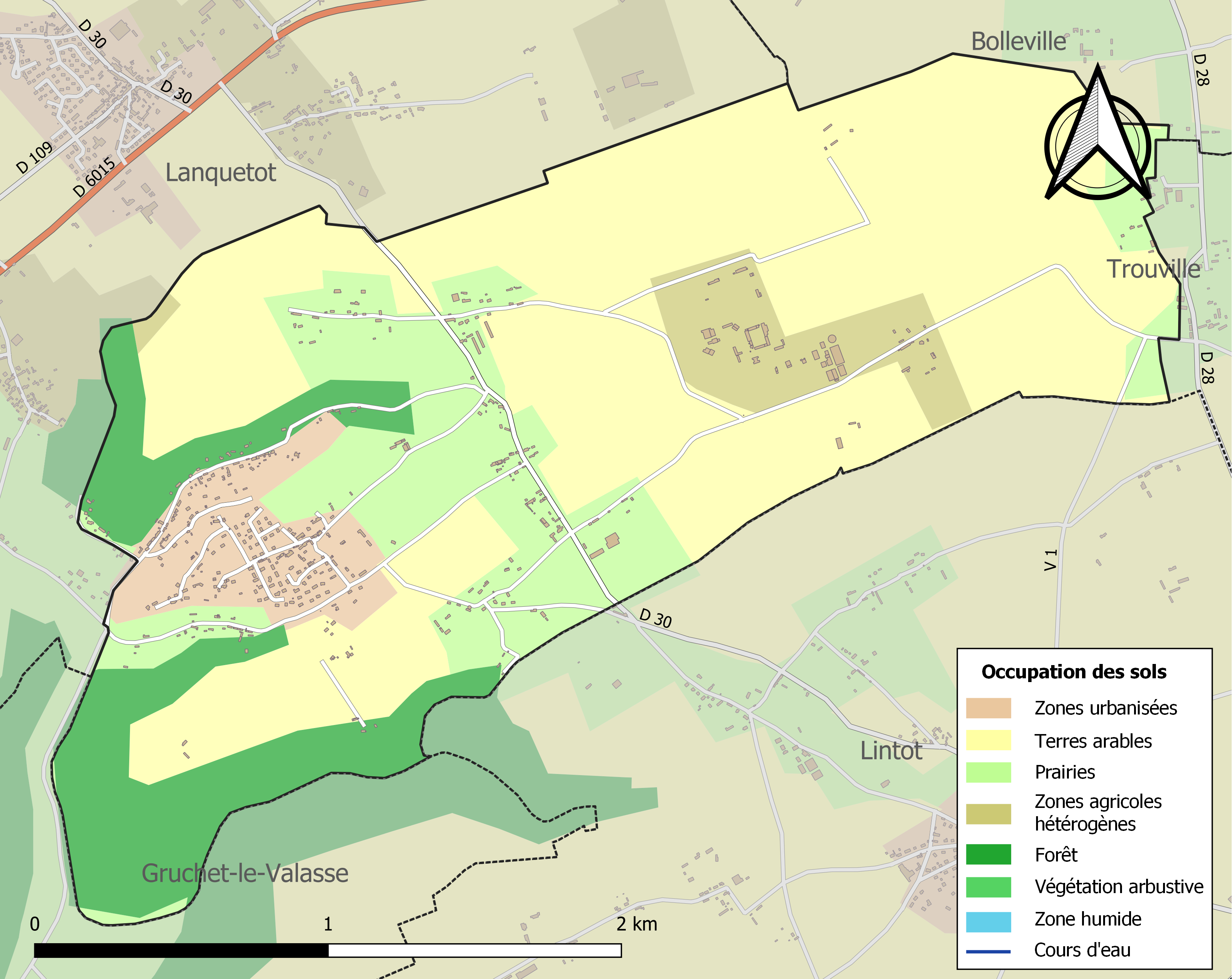
Carte des infrastructures et de l'occupation des sols de la commune en 2018 (CLC).

## Toponymie
Le nom de la localité est attesté sous les formes Ecclesia Sancti Albini de Beuceville la Vaveske vers 1175 ; Sancti Albini de Bosevilleta en 1234 ; de Buesevilete en 1235 ; de Buessevileta en 1270 ; Parrochia de Buessevilleta en 1278 ; Bosevilete vers 1210 ; de Buesevilete presbytero en 1226 ; Buesevilleta vers 1240, Beusevilletta (variante Beusevileta) vers 1337 ; Beusevillete en 1431 (Longnon) ; A Beuzevillette en 1484 ; et en 1495 ; Saint Aubin de Beuzevillette en 1556; et en 1558 ; Beuzevillette en 1715 (Frémont) ; Beusevillette en 1757 (Cassini), Beuzevillette en 1953.

## Histoire
Première mention en 1175. Le clocher entre chœur et nef décrit en 1845 avait été construit au milieu du XIIe siècle. Un des piliers du clocher a été réparé en 1776 par le maçon Jacques Heinard. La nef conserve également des modillons du milieu du XIIe siècle. Le chœur a été reconstruit à la fin du XVIe siècle. La chapelle latérale nord a été commencée pour la fabrique qui, faute de moyens, passe accord avec Adrien de Brilly en 1630 pour faire achever la chapelle qui devient seigneuriale. Elle a été détruite après 1845. En 1682, le menuisier Andre Lemautonnois construit le lambris de couvrement et la contretable de la chapelle de la Vierge. Le couvreur Massif couvre le chœur et pose le carrelage de la nef. Les fenêtres de la nef sont reconstruites par le maçon Jacques Heinard dans le dernier quart du XVIIIe siècle. En 1847, l’architecte Marage dresse les plans et devis de construction du clocher porche, construit en remplacement du clocher primitif.

## Politique et administration
| Période                                  | Période                     | Identité          | Étiquette | Qualité           |
| ---------------------------------------- | --------------------------- | ----------------- | --------- | ----------------- |
| Les données manquantes sont à compléter. |                             |                   |           |                   |
| avant juin 1848                          | octobre 1872                | Jean Alexandre    |           |                   |
| octobre 1872                             | mai 1888                    | Hospice Joutel    |           |                   |
| mai 1888                                 | mai 1904                    | Eugène Haquet     |           |                   |
| mai 1904                                 | mai 1908                    | Florentin Auvray  |           |                   |
| mai 1908                                 | septembre 1932              | Adolphe Née       |           |                   |
| septembre 1932                           | mai 1935                    | Elphège Oursel    |           |                   |
| mai 1935                                 | juillet 1939                | Augustin Lachèvre |           |                   |
| juillet 1939                             | février 1940                | Fernand Paimparay |           |                   |
| février 1940                             | janvier 1941                | Léon Feray        |           | maire             |
| janvier 1941                             | mai 1941                    | Léon Feray        |           | maire interimaire |
| mai 1941                                 | mai 1945                    | Augustin Lachèvre |           | maire délégué     |
| mai 1945                                 | mars 1965                   | Fernand Savalle   |           |                   |
| mars 1965                                | mars 1977                   | Francis Dumouchel |           |                   |
| mars 1977                                |                             | Louis Héranval    |           |                   |
| mars 2008                                | juillet 2020,               | Patrick Greverie  |           |                   |
| juillet 2020                             | En cours (au 24 avril 2025) | Yan Bastida       |           |                   |

## Population et société

### Démographie

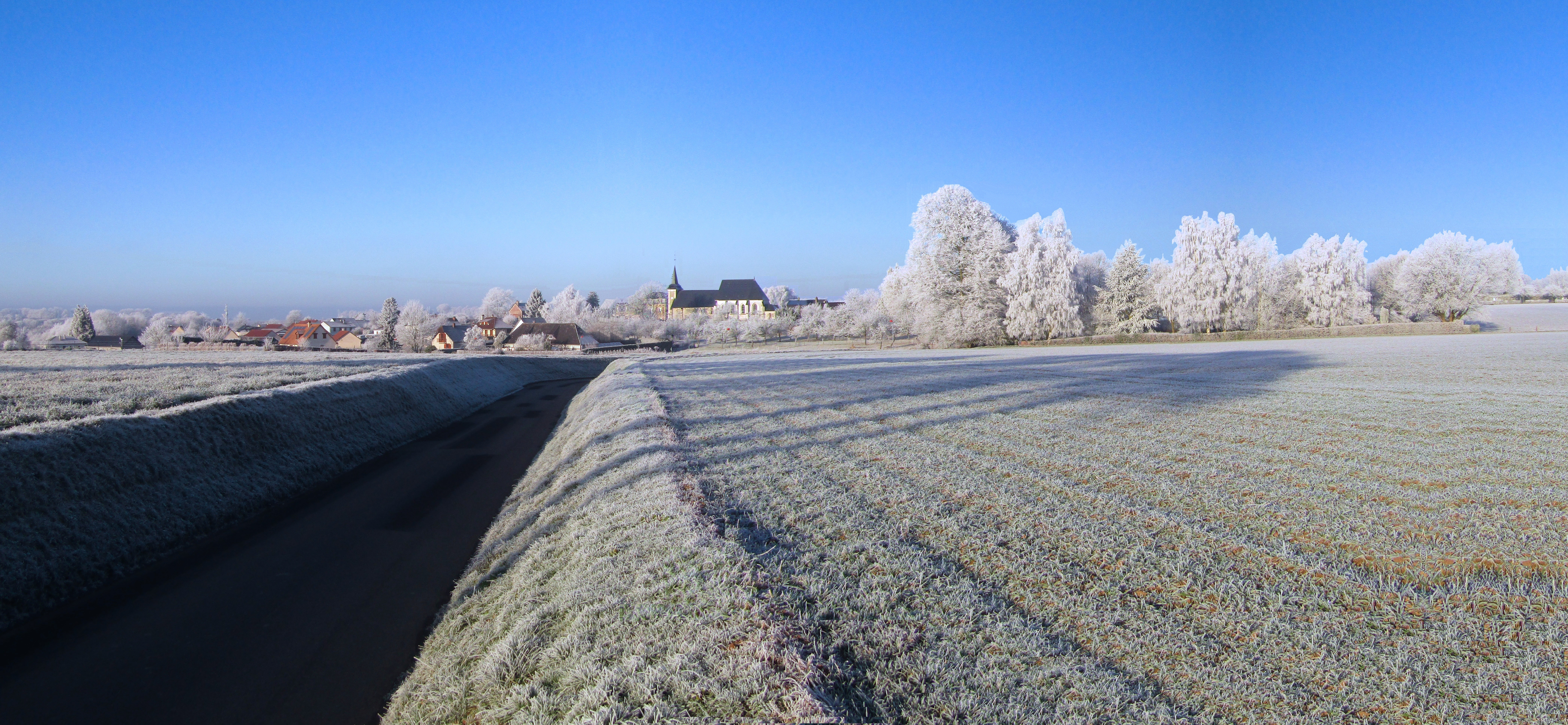
Beuzevillette un jour de givre

#### Évolution démographique
L'évolution du nombre d'habitants est connue à travers les recensements de la population effectués dans la commune depuis 1793. Pour les communes de moins de 10 000 habitants, une enquête de recensement portant sur toute la population est réalisée tous les cinq ans, les populations de référence des années intermédiaires étant quant à elles estimées par interpolation ou extrapolation. Pour la commune, le premier recensement exhaustif entrant dans le cadre du nouveau dispositif a été réalisé en 2008.

En 2022, la commune comptait 612 habitants, en évolution de −6,85 % par rapport à 2016 (Seine-Maritime : +0,35 %, France hors Mayotte : +2,11 %).
| 1793 | 1800 | 1806 | 1821 | 1831 | 1836 | 1841 | 1846 | 1851 |
| ---- | ---- | ---- | ---- | ---- | ---- | ---- | ---- | ---- |
| 424  | 600  | 448  | 445  | 676  | 682  | 669  | 683  | 693  |

| 1856 | 1861 | 1866 | 1872 | 1876 | 1881 | 1886 | 1891 | 1896 |
| ---- | ---- | ---- | ---- | ---- | ---- | ---- | ---- | ---- |
| 656  | 688  | 678  | 707  | 753  | 757  | 830  | 894  | 829  |

| 1901 | 1906 | 1911 | 1921 | 1926 | 1931 | 1936 | 1946 | 1954 |
| ---- | ---- | ---- | ---- | ---- | ---- | ---- | ---- | ---- |
| 803  | 745  | 671  | 546  | 547  | 534  | 534  | 494  | 558  |

| 1962 | 1968 | 1975 | 1982 | 1990 | 1999 | 2006 | 2008 | 2013 |
| ---- | ---- | ---- | ---- | ---- | ---- | ---- | ---- | ---- |
| 588  | 590  | 624  | 687  | 717  | 650  | 698  | 712  | 677  |

| 2018 | 2022 | - | - | - | - | - | - | - |
| ---- | ---- | - | - | - | - | - | - | - |
| 637  | 612  | - | - | - | - | - | - | - |

#### Pyramide des âges
En 2018, le taux de personnes d'un âge inférieur à 30 ans s'élève à 32,7 %, soit en dessous de la moyenne départementale (36,5 %). À l'inverse, le taux de personnes d'âge supérieur à 60 ans est de 27,0 % la même année, alors qu'il est de 26,0 % au niveau départemental.
En 2018, la commune comptait 319 hommes pour 318 femmes, soit un taux de 50,08 % d'hommes, légèrement supérieur au taux départemental (48,10 %).
Les pyramides des âges de la commune et du département s'établissent comme suit.
| Hommes | Classe d’âge | Femmes |
| ------ | ------------ | ------ |
| 0,6    | 90 ou +      | 0,6    |
| 6,0    | 75-89 ans    | 5,7    |
| 21,0   | 60-74 ans    | 20,1   |
| 21,6   | 45-59 ans    | 21,4   |
| 16,9   | 30-44 ans    | 20,8   |
| 15,4   | 15-29 ans    | 11,9   |
| 18,5   | 0-14 ans     | 19,5   |

| Hommes | Classe d’âge | Femmes |
| ------ | ------------ | ------ |
| 0,7    | 90 ou +      | 1,8    |
| 6,7    | 75-89 ans    | 9,6    |
| 16,7   | 60-74 ans    | 18     |
| 19,4   | 45-59 ans    | 19     |
| 18,5   | 30-44 ans    | 17,5   |
| 19,2   | 15-29 ans    | 17,4   |
| 18,9   | 0-14 ans     | 16,7   |

## Culture locale et patrimoine

### Lieux et monuments
- L'église Saint-Aubin.
- Le château du Feugrès. Au milieu du XIIe siècle, le fief de Haubert du Feugrès était tenu du comte d’Évreux par Guillaume de Mortagne, lequel défriche une fougeraie afin de construire un manoir. Il tente d'agrandir son fief et réclame aux moines du Valasse des terres sises dans la Haie de Lintot et brûle leur grange. Guillaume de Tancarville, en représailles, incendie le manoir du Feugrès. Un aveu du XVIIe siècle cite le manoir fossoyé, avec motte et forteresse environnée d'eau, avec 29 acres de terres tant en mottage, édifices que terres labourables. Le logis du château actuel a été construit au XVIIIe siècle, vraisemblablement sur le site de la motte. Mais il subsiste à côté de la ferme les vestiges de l'enceinte fossoyée de la basse cour et un puits abandonné au XVIIIe siècle, situé hors de l'enceinte de la ferme du château. Le logis du château a été remanié au XIXe siècle. Les communs (écurie et remise) ont été conservés mais englobés dans des bâtiments construits dans les années 1960 pour une colonie de vacances. Il subsiste des bâtiments du XVIIIe siècle dans la ferme et une grange du XIXe siècle. En revanche, le jardin régulier à l'ouest du logis, figuré sur le cadastre de 1826 de part et d'autre de l'allée a disparu.
- Croix de pierre.

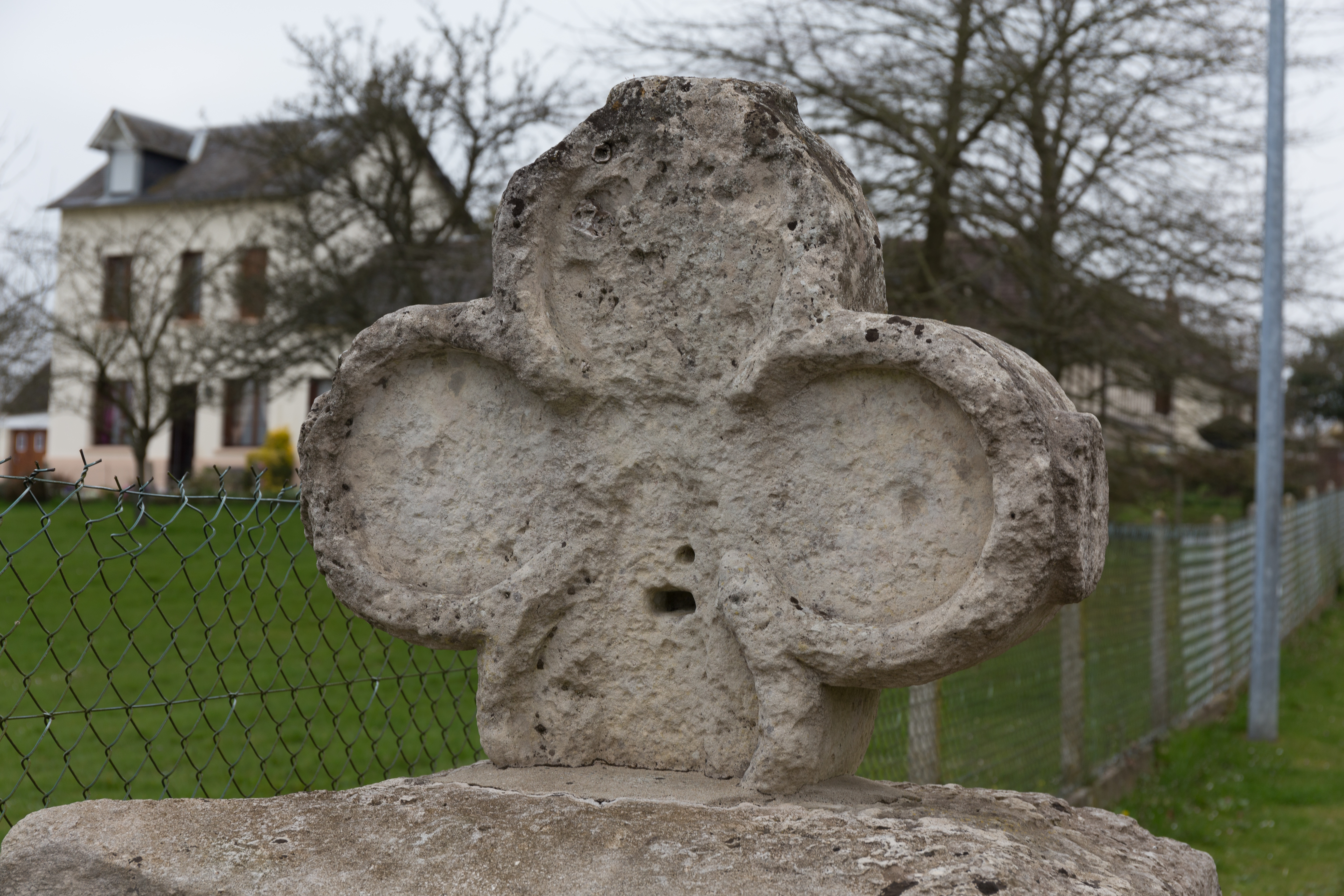
La croix de pierre.
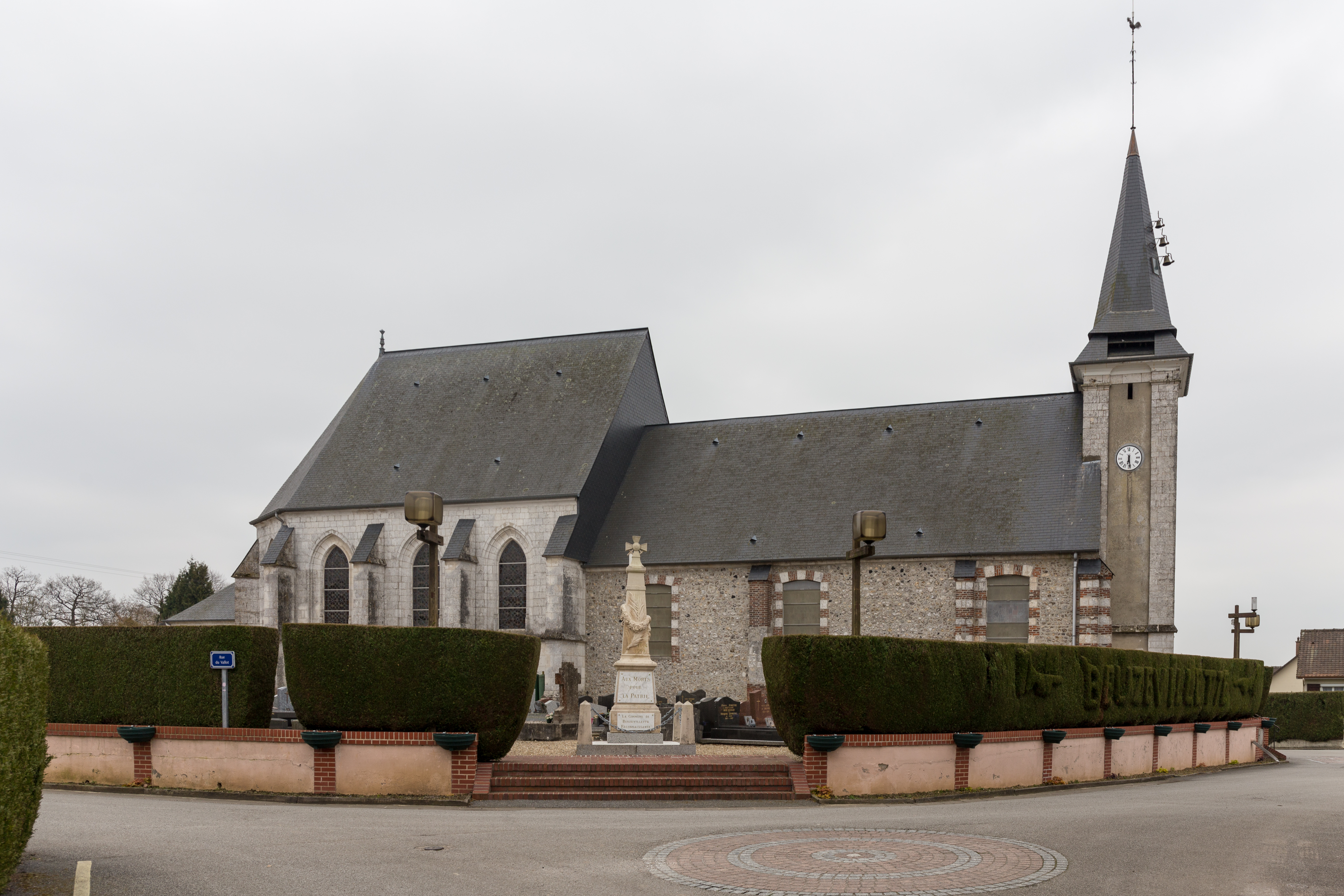
L’église Saint-Aubin.
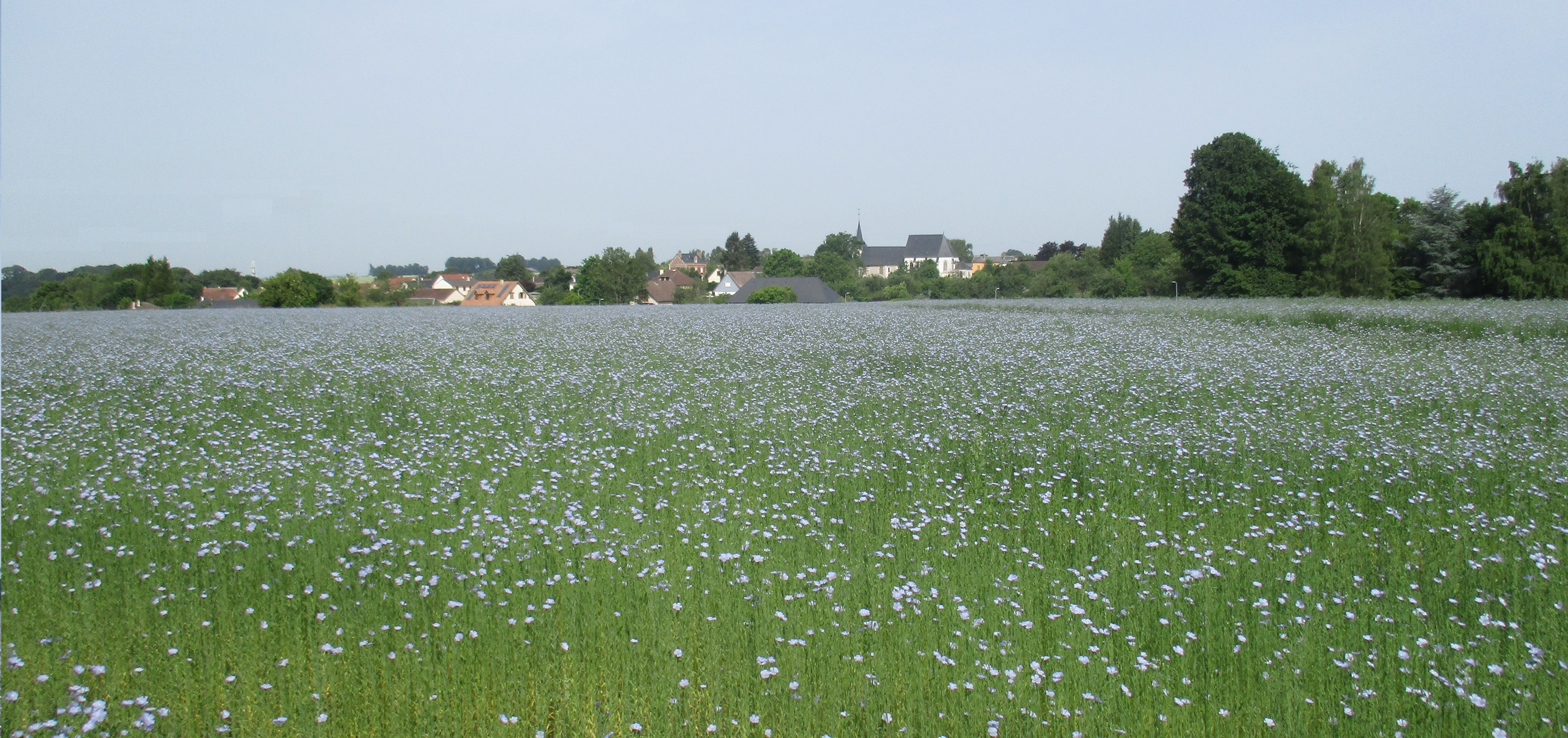
Au milieu des champs de lin en fleurs.
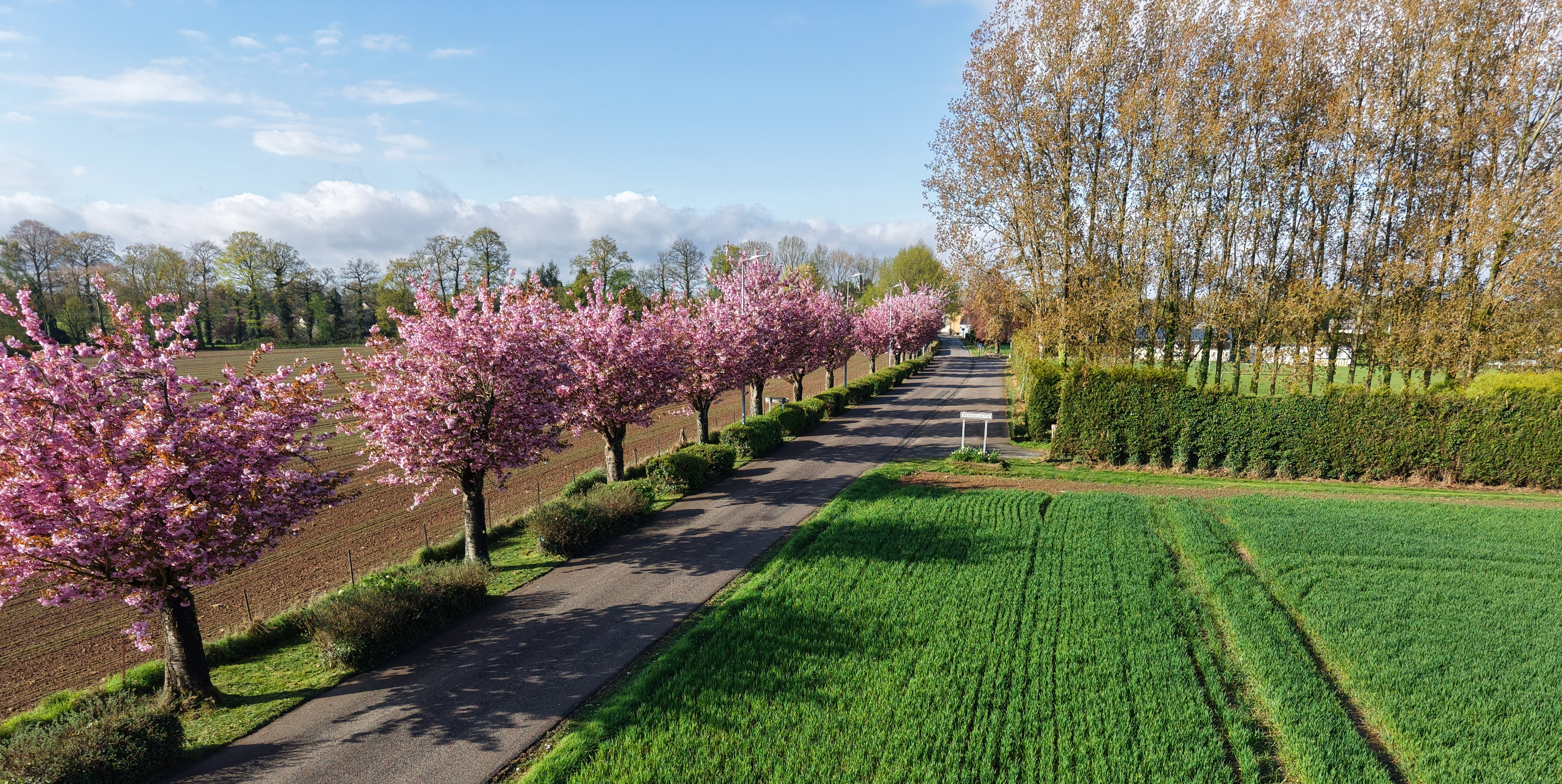
Entrée de Beuzevillette par le stade au printemps.

### Personnalités liées à la commune

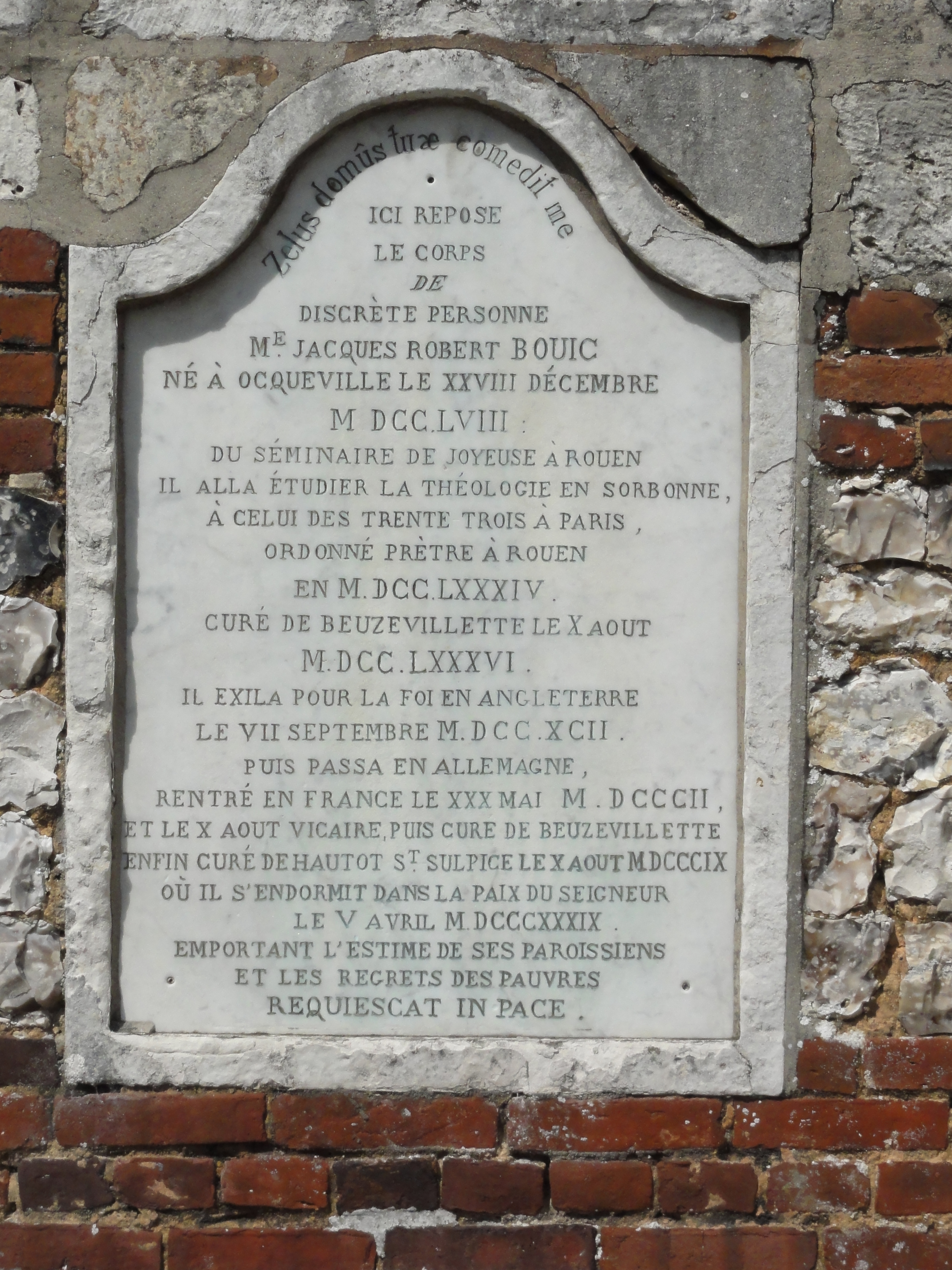
Pierre tombale de l'abbé Bouic à Hautot-Saint-Sulpice.

L'abbé Jocques-Robert Bouic (Ocqueville 1758 - Hautot-Saint-Sulpice 1839), curé de Beuzevillette, exilé pendant la Révolution. Il a écrit Les voyages de mon exil en Angleterre et dans les Pays-Bas autrichiens années 1792 et 1803, ed. lemeilieur, Rouen.

### Héraldique
| Armes de Beuzevillette | Les armes de Beuzevillette se blasonnent ainsi : D'argent à la croix d’azur chargée d’un alérion d’or, cantonnée au I et IV d’un trèfle de gueules et d’une croisette latine péronnée de deux marches brochante du même (croix de Beuzevillette) et au II et III d’une moucheture d’hermine de gueules. |